# Lee Cheol-ha
Lee Cheol-ha (이철하) (ur. 12 września 1970 w Seulu) – koreański reżyser filmowy i scenarzysta.

## Filmografia

### Jako reżyser
- Story of Wine (2008)
- Love Me Not (Sarang ddawin piryo eopseo) (2006)

### Jako scenarzysta
- Story of Wine (2008)
- Love Me Not (Sarang ddawin piryo eopseo) (2006)